# Ashby (Minnesota)
Ashby ist eine Kleinstadt (mit dem Status „City“) im Grant County im US-amerikanischen Bundesstaat Minnesota. Im Jahr 2020 hatte Ashby 469 Einwohner.

## Geografie
Ashby liegt im Westen von Minnesota inmitten einer ausgedehnten Seenlandschaft auf 46°05′35″ nördlicher Breite und 95°49′03″ westlicher Länge. Der Ort erstreckt sich über 1,53 km².
Benachbarte Orte von Ashby sind Dalton (12,2 km nordwestlich), Evansville (15,6 km südöstlich) und Elbow Lake (23,3 km südwestlich).
Die nächstgelegenen größeren Städte sind Fargo in North Dakota (137 km nordwestlich), Duluth am Oberen See (333 km ostnordöstlich), Minneapolis (256 km südöstlich), Minnesotas Hauptstadt Saint Paul (274 km in der gleichen Richtung) und Sioux Falls in South Dakota (354 km südsüdwestlich).

## Verkehr
Rund 5 km entfernt vom südwestlichen Stadtrand verläuft die Interstate 94, die hier die kürzeste Verbindung zwischen den Twin Cities und Fargo bildet. Durch den Südwesten des Stadtgebiets von Ashby verläuft in nordost-südwestlicher Richtung die Minnesota State Route 78. Die Hauptstraße und deren nordwestliche und westliche Verlängerungen bilden untergeordnete Landstraßen. Alle weiteren Straßen sind teils unbefestigte Fahrwege sowie innerörtliche Verbindungsstraßen.
In nordwest-südöstlicher Richtung verläuft durch das Stadtgebiet von Ashby auf der Trasse einer ehemaligen Eisenbahnstrecke der Burlington Northern Railroad mit dem Central Lakes State Trail ein Rail Trail für Wanderer und Radfahrer. Im Winter kann der Wanderweg auch mit Schneemobilen befahren werden.
Mit dem Elbow Lake Municipal – Pride of the Prairie Airport befindet sich 24 km südwestlich ein kleiner Regionalflugplatz. Der nächste Großflughafen ist der Minneapolis-Saint Paul International Airport (279 km südöstlich).

## Demografische Daten
Nach der Volkszählung im Jahr 2010 lebten in Ashby 446 Menschen in 197 Haushalten. Die Bevölkerungsdichte betrug 291,5 Einwohner pro Quadratkilometer. In den 197 Haushalten lebten statistisch je 2,26 Personen.
Ethnisch betrachtet setzte sich die Bevölkerung zusammen aus 95,3 Prozent Weißen, 1,8 Prozent Afroamerikanern, 0,4 Prozent (zwei Personen) Asiaten sowie 0,2 Prozent (eine Person) aus anderen ethnischen Gruppen; 2,2 Prozent stammten von zwei oder mehr Ethnien ab. Unabhängig von der ethnischen Zugehörigkeit waren 1,1 Prozent der Bevölkerung spanischer oder lateinamerikanischer Abstammung.
24,2 Prozent der Bevölkerung waren unter 18 Jahre alt, 50,2 Prozent waren zwischen 18 und 64 und 25,6 Prozent waren 65 Jahre oder älter. 53,4 Prozent der Bevölkerung war weiblich.
Das mittlere jährliche Einkommen eines Haushalts lag bei 45.833 USD. Das Pro-Kopf-Einkommen betrug 23.246 USD. 15,1 Prozent der Einwohner lebten unterhalb der Armutsgrenze.